# Michael Clayton (film)
Michael Clayton è un film del 2007 diretto da Tony Gilroy, al suo esordio alla regia, con protagonista George Clooney.
La pellicola narra le vicende di Michael Clayton, un affermato avvocato newyorkese, ma dalla difficile vita personale e professionale, che, a seguito della morte di un suo amico, il quale era uno dei suoi amici, si ritroverà coinvolto in un processo che lo porterà a scoprire che dietro quell'assassinio c'è una causa di cui lui si era occupato al di fuori delle aule del tribunale. Il protagonista è impersonato dal succitato George Clooney, attorniato da nomi come Tom Wilkinson, Tilda Swinton e Sydney Pollack.
Presentato alla Mostra internazionale d'arte cinematografica di Venezia il 31 agosto 2007, è uscito nelle sale il successivo 5 ottobre ed è stato un successo di pubblico, avendo incassato 93 milioni di dollari contro un budget di 20 milioni, oltreché di critica, venendo considerato uno dei film migliori del 2007 secondo la critica cinematografica. È stato insignito di un Premio Oscar nel 2008 (miglior attrice non protagonista a Tilda Swinton) a fronte di ben 7 candidature (tra cui Miglior film, miglior regia, miglior attore per George Clooney e miglior sceneggiatura originale) e di un BAFTA nella stessa categoria dell'Oscar. 

## Trama
A New York, Michael Clayton è un avvocato affermato, figlio di un poliziotto e con un fratello tossicodipendente. Lavora per un prestigioso studio legale newyorkese che, tuttavia, non gli dà dei compiti da legale patrocinatore, ma per questioni delicate da risolvere fuori del tribunale con ogni scappatoia possibile: è in sostanza un cosiddetto riparatore. Oltre a ciò, la sua vita privata è complicata e difficile: è divorziato e ha 75.000 dollari di debito per un investimento sbagliato in un ristorante che, a causa della tossicodipendenza del fratello, Timmy, gli ha prodotto un debito che non riesce a saldare.  
L'amico e collega avvocato di studio Arthur Edens impazzisce quando scopre che la potente multinazionale della chimica agraria che difende, la U-North, è responsabile di avere inquinato le falde acquifere con veleni cancerogeni. Michael prova a risolvere la questione, trovandosi in mezzo a una guerra tra poteri forti. Durante la deposizione giurata di una vittima della U-North, Arthur si mostra a favore della giovane vittima dinanzi al giudice e lo studio, quindi, lo solleva da ogni incarico e manda Clayton a "pulire". Nel frattempo, un avvocato della U-North, Karen Crowder, combattuta dalla tensione e insicura, ma ambiziosa e pronta a tutto, si adopera per occultare alcuni documenti pericolosi che testimoniano le responsabilità della società, rea di aver consapevolmente prodotto diserbanti contenenti sostanze nocive, che se vengono disperse in aria e acqua provocano il cancro. Arthur trova i documenti ed è intenzionato a passarli ad Anna Kaiserson, la giovane donna di cui si è infatuato, affinché sostenga la denuncia verso la U-North, ma l'azienda non si fa scrupoli nell'assoldare due sicari per eliminare lo scomodo legale: Arthur viene aggredito e immobilizzato nel suo appartamento, i sicari gli iniettano una dose massiccia di adrenalina per procurargli un collasso, spargendo attorno al cadavere barbiturici per simularne il suicidio. 
Sconvolto per la morte dell'amico, Michael non crede al suicidio, sospettando l'omicidio: Arthur non ha lasciato un biglietto d'addio, cosa molto sospetta, e i suoi dubbi vengono amplificati quando scopre che Anna è in quel momento a New York, arrivata con un volo compratole proprio da Arthur. Michael va a parlarle e, dopo aver visionato alcuni documenti, capisce che è stata la U-North ad assassinare l'amico. Temendo di essere diventato il nuovo obiettivo della multinazionale che vuole mettere tutto a tacere per non compromettere la sua immagine, Michael si procura i documenti contro la U-North, su cui si basava l'accusa di Arthur, e li presenta senza timori a Marty Bach, socio dello studio di avvocati, il quale, prima di lasciargli il tempo di mostrarli, per chiudergli la bocca, gli offre un assegno da 80.000 dollari per coprire i debiti di cui è a conoscenza, oltre ad un contratto di tre anni come socio dello studio legale con l'aggiunta di un accordo di riservatezza: Michael accetta i soldi e ripiana il suo debito.  
Nel frattempo, i sicari della U-North riescono a nascondere un ordigno esplosivo nella sua auto, mentre è in missione fuori città, ma grazie a una provvidenziale sosta in mezzo alla campagna alla vista di un branco di cavalli, Michael scende dall'auto, si allontana dalla vettura e sale su una collina per accarezzarli, provando una sensazione di pace e di riconciliazione, fino a quando l'esplosione ritardata dell'ordigno rompe quel silenzio bucolico. Michael si avvicina all'auto in fiamme e getta nel rogo dell'abitacolo i suoi documenti e l'orologio per fingere che al momento dell'esplosione lui fosse in auto e darsi, quindi, per morto, come Arthur. Da avvocato senza scrupoli, Michael si avvia gradualmente ad una presa di coscienza e decide di incastrare Karen e la U-North, denunciando il tutto all'FBI con un microfono nascosto e registrando la conversazione con Karen Crowder, che tenta di comprare il suo silenzio con 10 milioni di dollari: a quel punto, gli uomini dell'FBI arrestano l'avvocatessa della U-North. Con la coscienza libera, disoccupato ma sereno, Michael scende in strada, entra in un taxi e chiede all'autista di guidare senza meta per 50 dollari in modo da potersi schiarire le idee e decidere che cosa fare della sua vita. 

## Riconoscimenti
- 2008 - Premio Oscar
  - Miglior attrice non protagonista a Tilda Swinton
  - Nomination Miglior film a Sydney Pollack, Jennifer Fox e Kerry Orent
  - Nomination Migliore regia a Tony Gilroy
  - Nomination Miglior attore protagonista a George Clooney
  - Nomination Miglior attore non protagonista a Tom Wilkinson
  - Nomination Migliore sceneggiatura originale a Tony Gilroy
  - Nomination Miglior colonna sonora a James Newton Howard
- 2008 - Golden Globe
  - Nomination Miglior film drammatico
  - Nomination Miglior attore in un film drammatico a George Clooney
  - Nomination Miglior attore non protagonista a Tom Wilkinson
  - Nomination Miglior attrice non protagonista a Tilda Swinton
- 2008 - Premio BAFTA
  - Miglior attrice non protagonista a Tilda Swinton
  - Nomination Miglior attore protagonista a George Clooney
  - Nomination Miglior attore non protagonista a Tom Wilkinson
  - Nomination Migliore sceneggiatura originale a Tony Gilroy
  - Nomination Miglior montaggio a John Gilroy

- 2008 - Broadcast Film Critics Association Award
  - Nomination Miglior film
  - Nomination Miglior attore protagonista a George Clooney
  - Nomination Miglior attrice non protagonista a Tilda Swinton
  - Nomination Miglior attore non protagonista a Tom Wilkinson
  - Nomination Miglior sceneggiatore a Tony Gilroy
- 2007 - Chicago Film Critics Association Award
  - Nomination Miglior film
  - Nomination Migliore regia a Tony Gilroy
  - Nomination Miglior attore protagonista a George Clooney
  - Nomination Miglior attrice non protagonista a Tilda Swinton
  - Nomination Miglior attore non protagonista a Tom Wilkinson
  - Nomination Migliore sceneggiatura originale a Tony Gilroy
  - Nomination Miglior nuovo film-maker a Tony Gilroy

- 2007 - Mostra Internazionale d'Arte Cinematografica di Venezia
  - Nomination Leone d'Oro a Tony Gilroy
- 2008 - Kansas City Film Critics Circle Award
  - Miglior attrice non protagonista a Tilda Swinton
- 2007 - National Board of Review Award
  - Migliori dieci film
  - Miglior attore protagonista a George Clooney
- 2007 - Satellite Award
  - Miglior attore non protagonista a Tom Wilkinson
  - Nomination Miglior attrice non protagonista a Tilda Swinton
  - Nomination Migliore sceneggiatura originale a Tony Gilroy
- 2008 - Screen Actors Guild Award
  - Nomination Miglior attore protagonista a George Clooney
  - Nomination Miglior attore non protagonista a Tom Wilkinson
  - Nomination Miglior attrice non protagonista a Tilda Swinton
- 2007 - Southeastern Film Critics Association Award
  - Nomination Miglior film